# Phoenix-Haus

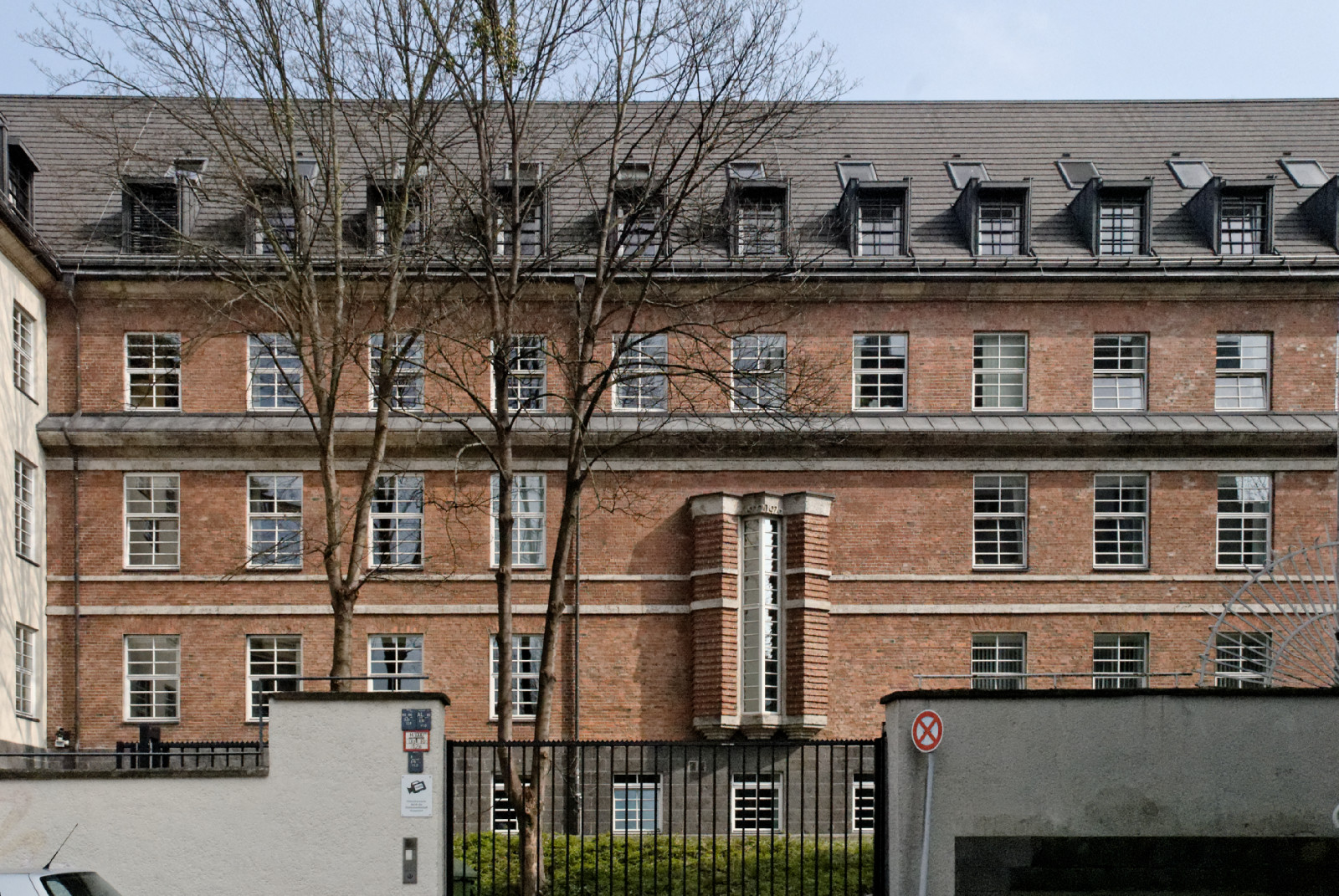
Rückseite des Phoenix-Hauses (2011)

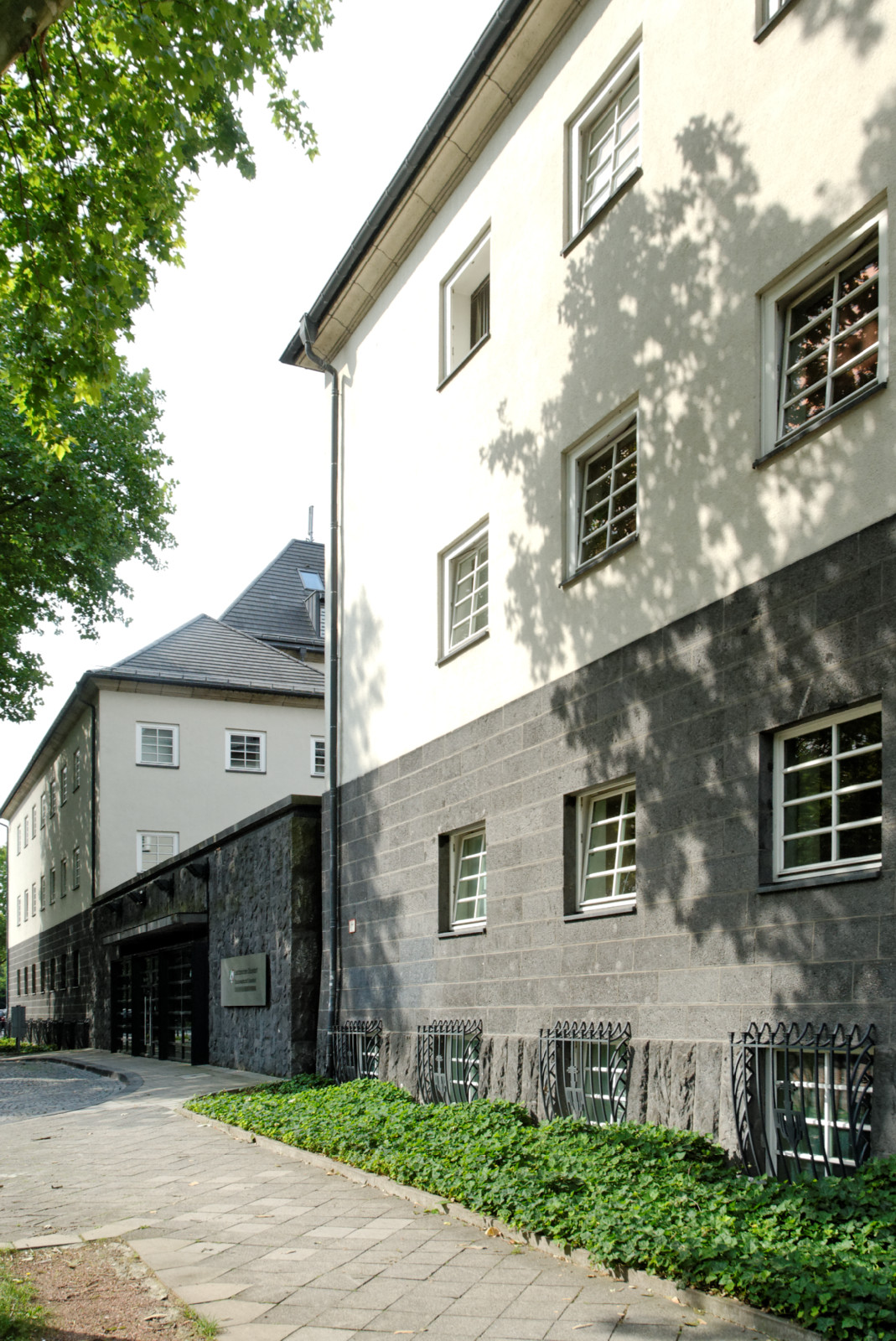
Straßenseite des Phoenix-Hauses, Eingang Staatsanwaltschaft (2011)

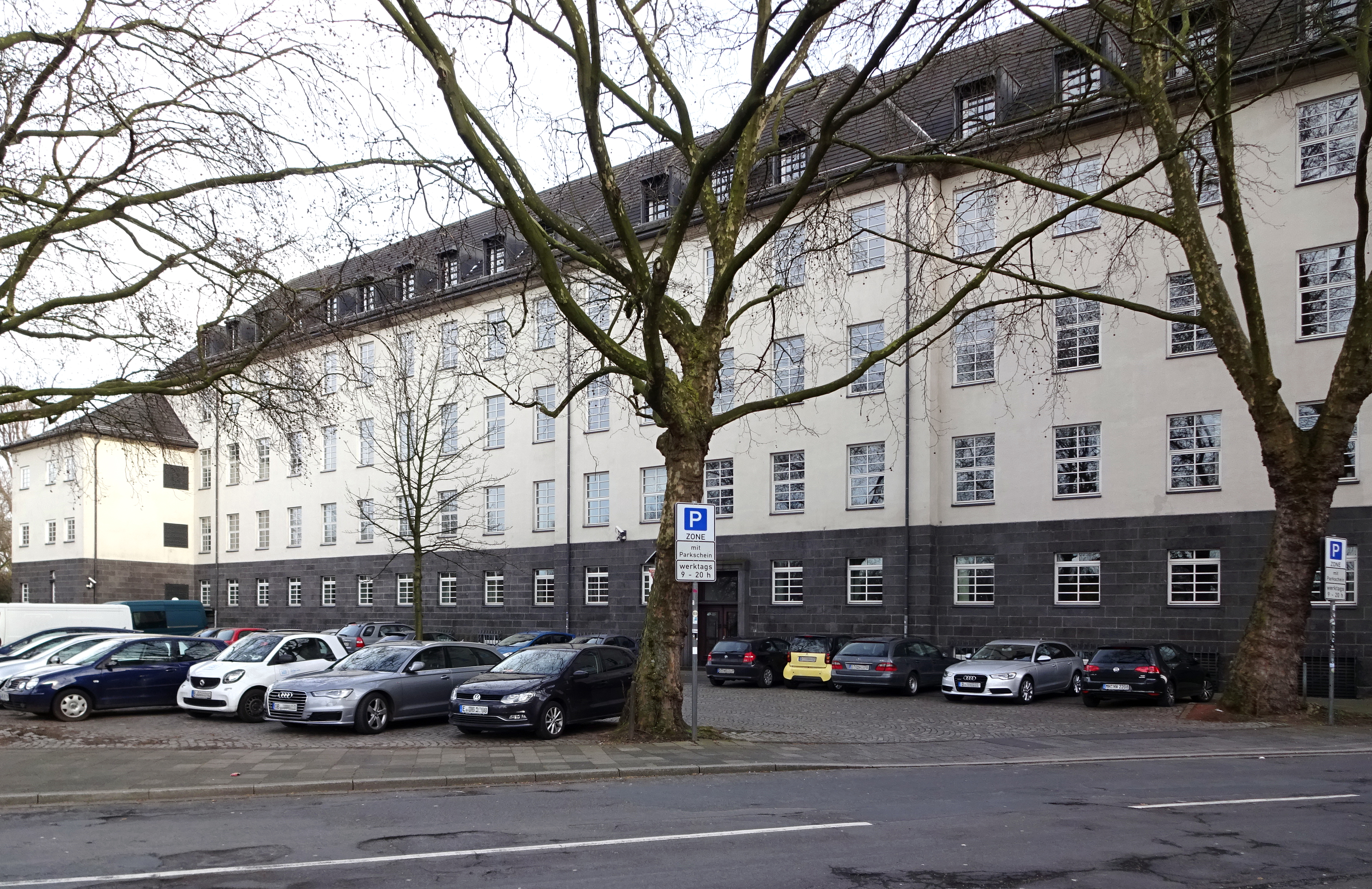
Phoenix-Haus, Gebäudeansicht am Parkplatz Eiskellerberg/Fritz-Roeber-Straße (2018)

Das Phoenix-Haus (alternative Schreibweise Phönix-Haus) ist ein denkmalgeschütztes Verwaltungsgebäude an der Fritz-Roeber-Straße 2 in der Düsseldorfer Altstadt, das von 1923 bis 1926 für die Phoenix AG für Bergbau und Hüttenbetrieb auf dem ehemaligen Eiskellerberg errichtet wurde, fast sieben Jahrzehnte als Arbeitsamt diente und seit 2002 Sitz der Staatsanwaltschaft Düsseldorf ist.

## Beschreibung
Das Gebäude ist ganz in Backsteinexpressionismus gehalten mit rautenförmigem, spitzem Muster auf der Oberfläche. Der Bau ist eine Dreiflügelanlage. Der Eingangsbereich zeigt Arkaden bestehend aus drei Rundbögen. Die Fassadenoberfläche aus Backsteinen zeigt eine rasterartige Gliederung. Eingebunden ist die Bauplastik mit Skulpturen von Ludwig Gies. Über dem Eingangsbereich, das durch ein Gesims vom Obergeschoss getrennt ist, sind rechteckige Fenster und darüber Rundfenster angebracht. Die Fassade findet seinen Abschluss in einem klassizistischen Dreiecksgiebel. Trotz Kriegsschäden ist die alte Gebäudestruktur erhalten geblieben. Das Haupttreppenhaus ist vollständig erhalten, daneben einzelne Stuckdecken, Türen und Lampen.

## Geschichte
1922 verlegte die Phoenix AG ihren Unternehmenssitz nach Düsseldorf. Für die neu zu errichtende Unternehmenszentrale wurde ein Architektenwettbewerb veranstaltet, bei dem der Entwurf von Karl Beck den ersten Preis erhielt. Beck verstarb jedoch vor Baubeginn. Unter Berücksichtigung dieser Pläne wurde das Gebäude unter der Leitung des Architekten Karl Wach errichtet. Die Phoenix AG ging 1926 in der Vereinigte Stahlwerke AG auf, die 1928 in den Neuen Stahlhof umzog. Das Phoenix-Haus wurde dann von 1928 bis 1995 als Arbeitsamt genutzt. Das Gebäude wurde im Zweiten Weltkrieg beschädigt, verlor das Dach und wurde später aufgestockt. 1988 wurde das Gebäude unter Denkmalschutz gestellt. Im Jahr 2002 wurde der Gebäudekomplex in Abstimmung mit der Denkmalschutzbehörde für den neuen Nutzer, die Staatsanwaltschaft Düsseldorf, erweitert und saniert.